# Dimitris Pelkas
Dimitris Pelkas (gr. Δημήτρης Πέλκας; ur. 26 października 1993 w Janitsy) – grecki piłkarz grający na pozycji pomocnika w klubie İstanbul Başakşehir.

## Życiorys
Jest wychowankiem salonickiego PAOK FC. Do kadry pierwszego zespołu dołączył w 2012 roku. W rozgrywkach Superleague Ellada po raz pierwszy zagrał 3 września 2012 w przegranym 0:1 meczu z PAE Atromitos. W latach 2013–2014 przebywał na wypożyczeniu w Apolonie Pondu. 12 lipca 2014 został wypożyczony na sezon do portugalskiej Vitórii Setúbal. W 2020 przeszedł do Fenerbahçe SK. W sezonie 2022/2023 był z niego wypożyczony do Hull City. W 2023 został zawodnikiem İstanbul Başakşehir.
W reprezentacji Grecji zadebiutował 8 października 2015 w przegranym 1:3 spotkaniu z Irlandią Północną w ramach eliminacji do Euro 2016. Do gry wszedł w 71. minucie, zastępując Panajotisa Kone.